# ロシア風スケルツォ
《ロシア風スケルツォ》（仏: Scherzo à la russe）は、イーゴリ・ストラヴィンスキーが作曲した管弦楽のための小品（スケルツォ）である。オリジナルはポール・ホワイトマンの楽団によるジャズ・バンド用として作曲されている。

## 概要
この作品は1943年から翌年の1944年にかけてハリウッドで作曲された管弦楽のための小品である。当初、サミュエル・ゴールドウィンは第二次世界大戦中のナチス・ドイツによるソ連侵攻を主題とする映画『北極星』(en)のための音楽をストラヴィンスキーに依頼した。当時ストラヴィンスキーは19世紀のマトヴェイ・ベルナルトが収集したロシア民謡集を持っており、この書物の素材を利用して作曲した。しかし、最終的にストラヴィンスキーの曲は採用されず、かわってアーロン・コープランドが音楽を担当した。
1944年4月にポール・ホワイトマンのジャズ・バンドのレコード用の曲を依頼されたストラヴィンスキーは、使われなかった『北極星』のための曲を再利用し、5月から6月にかけて作曲した。
ジャズ・バンド版としての初演は1944年9月5日にブルー・ネットワーク(en)のラジオ番組で放送されたが、ストラヴィンスキーは聞くことができなかった。その後レコードを聞いたストラヴィンスキーは演奏にがっかりした。その後、ストラヴィンスキーはこの作品のオーケストラ用の版を1945年に作成している。オーケストラ版は1946年の3月にストラヴィンスキー自身の指揮するサンフランシスコ交響楽団によって初演された。
作品は1945年、ニューヨークのチャペル社より出版されている。またピアノ用の編曲版も存在する。
ストラヴィンスキー没後の1972年6月21日、ジョージ・バランシンの振付により、ニューヨーク・シティ・バレエ団によってバレエとして上演された。

## 楽器編成
オーケストラ版の編成
- 木管楽器:フルート2、オーボエ2、クラリネット2、ファゴット2、ピッコロ
- 金管楽器:ホルン4、トランペット3、トロンボーン3、テューバ
- 打楽器:ティンパニ、シロフォン、タンブリン、トライアングル、シンバル、小太鼓2(響線のあるものとないもの)、大太鼓
- その他:弦五部、ピアノ、ハープ

## 構成
ト長調の行進曲風の主部（コン・モート、ト長調、4分の2拍子）と独奏楽器を中心にした2つのトリオを挟んだロシア民謡風のスケルツォの形式による。ピアノとハープによる第1トリオはロ長調（4分の4拍子）、第2トリオはハ長調（4分の2拍子）で素朴な3部形式による。この2つのトリオはそれぞれ3回繰り返される。演奏時間は約3分ないし4分。
簡素な古典的な形式によるスケルツォで、構成として「A-B-A-C-A」の図式的な5部形式による。
『ペトルーシュカ』に出てきてもおかしくないようなロシア的音楽で、実際にダリウス・ミヨーはこの曲を「ペトルーシュカ1944」と評した。しかし類似は表面的なもので、ストラヴィンスキーの「ロシア」時代の音楽が民謡の要素によって根本的に新しい音楽を作っているのに対し、『ロシア風スケルツォ』では民謡を単に素材として使っているにすぎない。

## 参考資料
- Walsh, Stephen (2006). Stravinsky: The Second Exile: France and America, 1934-1971. University of California Press. ISBN 9780520256156
- ロバート・クラフト『ストラヴィンスキー 友情の日々』 上、青土社、1998年。ISBN 4791756541。
- 『作曲家別名曲解説ライブラリー25 ストラヴィンスキー』（音楽之友社）
- 『ストラヴィンスキー:4大バレエ作品集』解説書（ハイティンク指揮,ベルリン・フィルハーモニー管弦楽団,デッカ音源）